# Ljudmila Bragina
Ljudmila Bragina (ryska: Людмила Ивановна Брагина), född den 24 juli 1943 i Jekaterinburg, är en rysk före detta friidrottare som på 1970-talet tävlade för Sovjetunionen. 
Hon tog OS-guld på 1 500 meter vid friidrottstävlingarna 1972 i München. 
Bragina tillhörde världseliten under 1970-talet och hade världsrekordet på 1 500 meter och 3 000 meter. Förutom OS-segern blev hon silvermedaljör vid EM 1974 på 3 000 meter. Vid Olympiska sommarspelen 1976 slutade hon femma på 1 500 meter. 

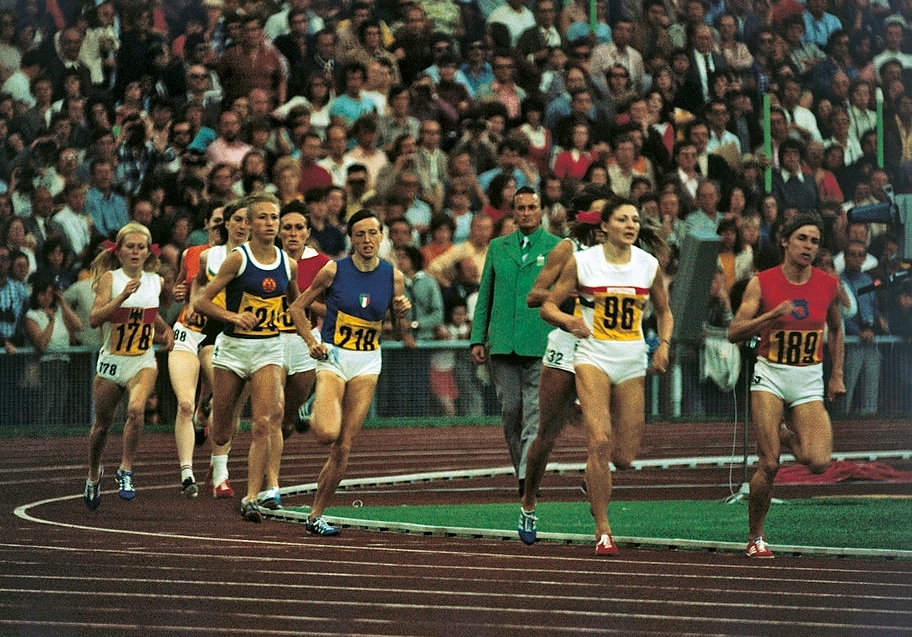
1500 meter finalen vid OS 1972